# Berg SG
| SG ist das Kürzel für den Kanton St. Gallen in der Schweiz. Es wird verwendet, um Verwechslungen mit anderen Einträgen des Namens Berg (Ortsname) zu vermeiden. |

Berg ist eine politische Gemeinde im Kanton St. Gallen. Sie befindet sich im Wahlkreis Rorschach.
Berg liegt in der Nähe des Bodensees zwischen Wittenbach SG und Arbon.

## Geographie

Luftbild aus 800 m von Walter Mittelholzer (1923)

Berg liegt am Hang des Hügellands im Südwesten von Arbon auf einer Seitenmoräne des ehemaligen Rheingletschers. Dies bewirkt ein starkes Gefälle innerhalb des Dorfes. Berg hat etwas an Bedeutung verloren, seit der Zubringer zur A1 besteht und die beiden nächstgrösseren Agglomerationen Arbon und St. Gallen einen Autobahnanschluss ihr eigen nennen. Früher war die einzige Verbindung der beiden Städte eine Kantonsstrasse den Seerücken hinauf, welche genau durch Berg führt.
Das Dorf ist in einen Hauptteil (Unterberg) und einen Nebenteil (Oberberg) aufgeteilt. Diese Aufteilung in zwei nicht miteinander verbundene Gemeindeteile hat historische Wurzeln.
Von Berg aus hat man eine gute Aussicht auf den nahegelegenen Bodensee.
Nachbarorte sind: Arbon (nördlich), Steinach (nordöstlich), Roggwil (nordwestlich), Häggenschwil (westlich), Wittenbach (südlich) und Mörschwil (südöstlich).

## Wappen
So wie viele andere Gemeinden im Kanton St. Gallen auch, verfügte Berg bis 1946 über kein offizielles Wappen. Das heutige Gemeindewappen basiert auf dem Wappen der Familie Studer von Winkelbach und wurde im April 1946 vom Gemeinderat beschlossen.
Blasonierung:
In Blau aus grünem Dreiberg wachsend fünf goldene Staudenzweige, 1, 3 und 5 mit goldenen sechsblättrigen Blüten, überhöht von zwei goldenen Lilien.

## Geschichte
Durch die Siedlungstätigkeit in Arbon und St. Gallen bedingt wichen im Mittelalter Bauern in die Hügelzüge rund um St. Gallen aus. Im Jahr 796 bereits erfolgte die Trennung in Unter- und Oberberg. Die Gehöfte waren anfangs noch zerstreut, verdichteten sich dann aber immer mehr, so dass diese im 9. Jahrhundert in die äbtliche Grundherrschaft eingegliedert wurden. Berg wird 827 erstmals urkundlich erwähnt.
Die Kapelle besteht seit 892, sie wurde oratoriolum in Berge genannt.
854 und 901 wurden die Grenzen durch den damaligen Bischof von Konstanz angeglichen.
Im späten Mittelalter wuchs Berg immer mehr an, war bald ein reicher Ort und so eine wichtige Ertragsquelle für die Fürstabtei St. Gallen.
Zur Zeit der Reformation schloss sich Berg vorübergehend dieser an, so dass der Ort 1528–1532 reformiert war. Danach kehrte die Mehrzahl der Bürger aber wieder zurück zur römisch-katholischen Konfession. Es gab stets eine reformierte Minderheit, dies wird auch durch die reformierten Landsitze Rappen, Pfauenmoos sowie Grosser und Kleiner Hahnberg ersichtlich, die wohlhabenden reformierten St. Gallern gehörten.
1650 wurde erstmals ein Schulhaus errichtet, 1737 eine Freischule.
1777 wurde die Pfarrkirche St. Michael gebaut. 1803 kam Berg durch die Aufhebung des Klosters St. Gallen zur politischen Gemeinde Steinach, trennte sich aber 1832 wieder von ihr. Die Trennung vom heute ebenfalls selbständigen Tübach erfolgte 1845. Das Gemeindegut war zu dieser Zeit äusserst bescheiden und bestand aus einem Anteil am Siechenhaus Bruggen und einem kleinen Barvermögen für die Schule und die Armen des Orts. Noch heute besitzt die Ortsbürgergemeinde nicht viel an Vermögen.
1874 und 1888 wurden die beiden Käsereigenossenschaften des Orts gegründet. In den 1960er-Jahren wurde rege gebaut, dies klang aber in den 1970er-Jahren schnell wieder ab. Mit den neuen Überbauungen Brühl, Mattenhof und Dorfwiese rechnet Berg mit einem deutlichen Bevölkerungszuwachs in den nächsten Jahren.  Berg hat aber trotzdem auch heute noch einen stark landwirtschaftlichen Charakter.

## Wirtschaft
Durch die landwirtschaftliche und ungünstige Hanglage konnte sich nie wirklich Industrie ansiedeln, so dass Berg bis heute ein Ort blieb, der vor allem für Wohneigentümer attraktiv ist. So lebte der Ort vor allem von Heimindustrie und Landwirtschaft, um 1800 zogen Ackerbau, Obstbau und Viehzucht nach, ab ca. 1900 der Weinanbau und die Stickerei.

## Verkehr
Berg liegt verkehrstechnisch an einer Kantonsstrasse zwischen Arbon und St. Gallen. 1910 wurde der Bahnhof Roggwil-Berg erbaut, dadurch hat das Dorf einen Anschluss an die Bodensee-Toggenburg-Bahn (BT) erhalten.

## Bevölkerung
Durch den landwirtschaftlichen Charakter wuchs das Dorf im Laufe der Jahrhunderte zwar leicht an, aber ein Bevölkerungssprung wie z. B. im nahegelegenen Arbon konnte durch das Ausbleiben von Industrie nie einsetzen. Immerhin hat sich die Bevölkerung aber seit dem 17. Jahrhundert nahezu verdoppelt.
| Jahr      | 1685 | 1850 | 1900 | 1950 | 1980 | 2000 | 2005 | 2010   | 2015   | 2019   | 2021 |
| Einwohner | 461  | 528  | 497  | 510  | 648  | 846  | 880  | 846    | 840    | 851    | 905  |
| Quelle    |      |      |      |      |      |      |      | [ 10 ] | [ 10 ] | [ 10 ] |      |

## Schulen

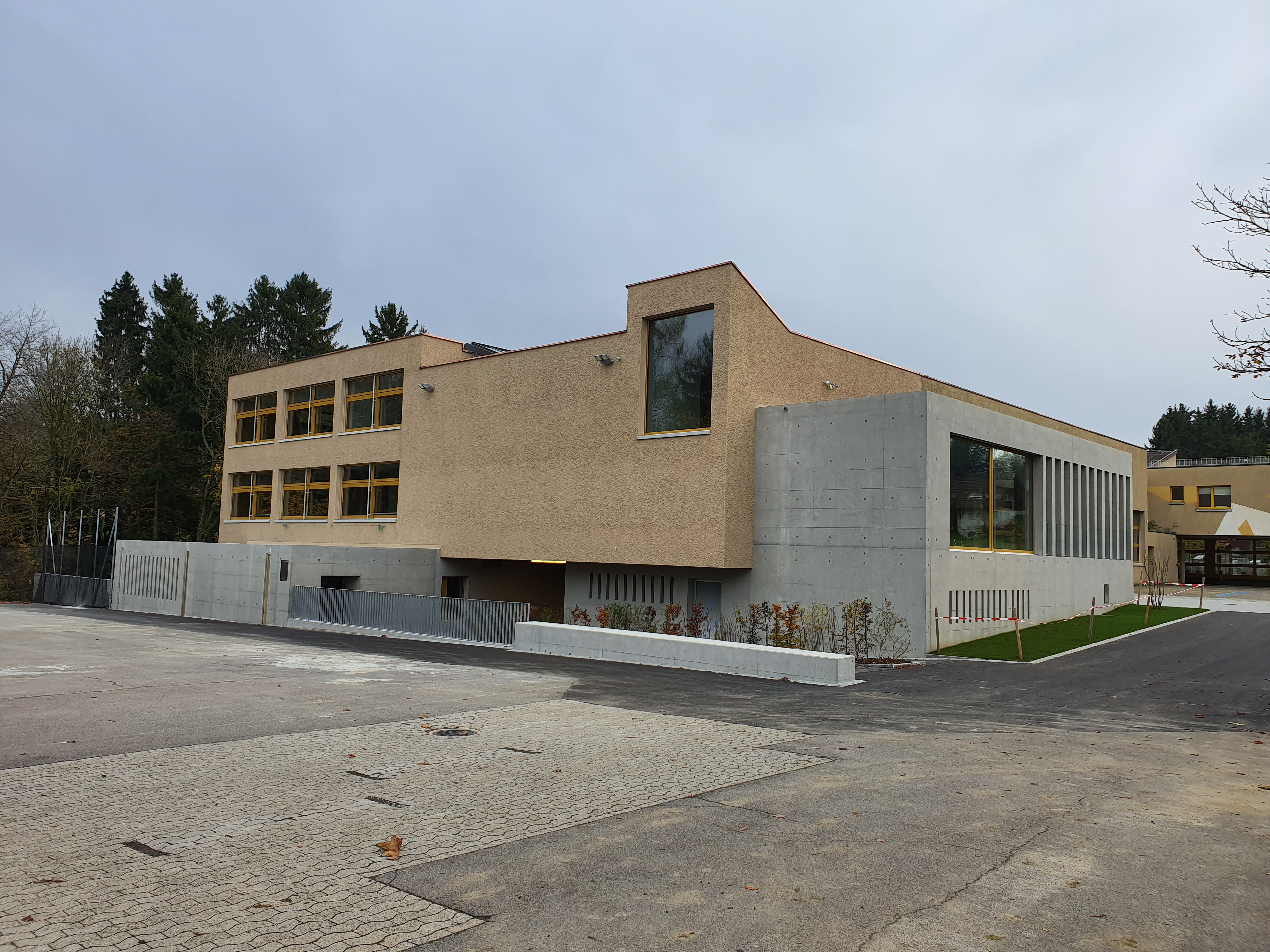

### Unter- und Mittelstufe
Im Schulhaus Brühl im Dorfzentrum werden die Berger Schüler vom Kindergarten bis zur 6. Klasse unterrichtet. Das Schulhaus wurde 1973–1975 erbaut und 2018–2019 erweitert und teilsaniert. Es bietet Platz für ca. 100 Schüler.

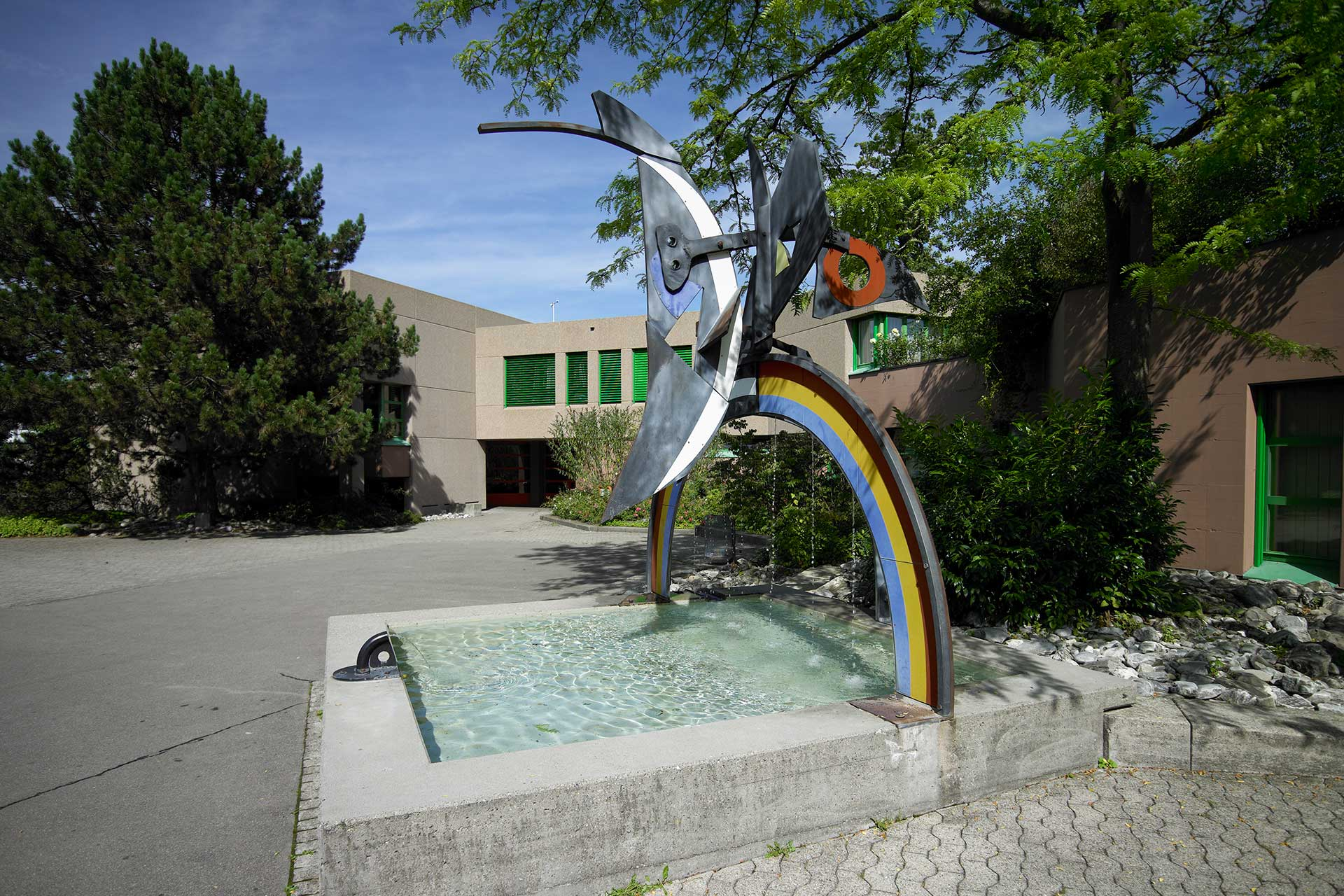

### Oberstufe
Berg SG verfügt über keine eigene Oberstufe. Die Schüler besuchen das Oberstufenzentrum Grünau in Wittenbach, wo ca. 40 Lehrpersonen unterrichten. Träger ist die 1974 gegründete Regionale Oberstufenschulgemeinde Grünau, welche aus den Gemeinden Wittenbach, Muolen und Berg gebildet wird.

## Sehenswürdigkeiten

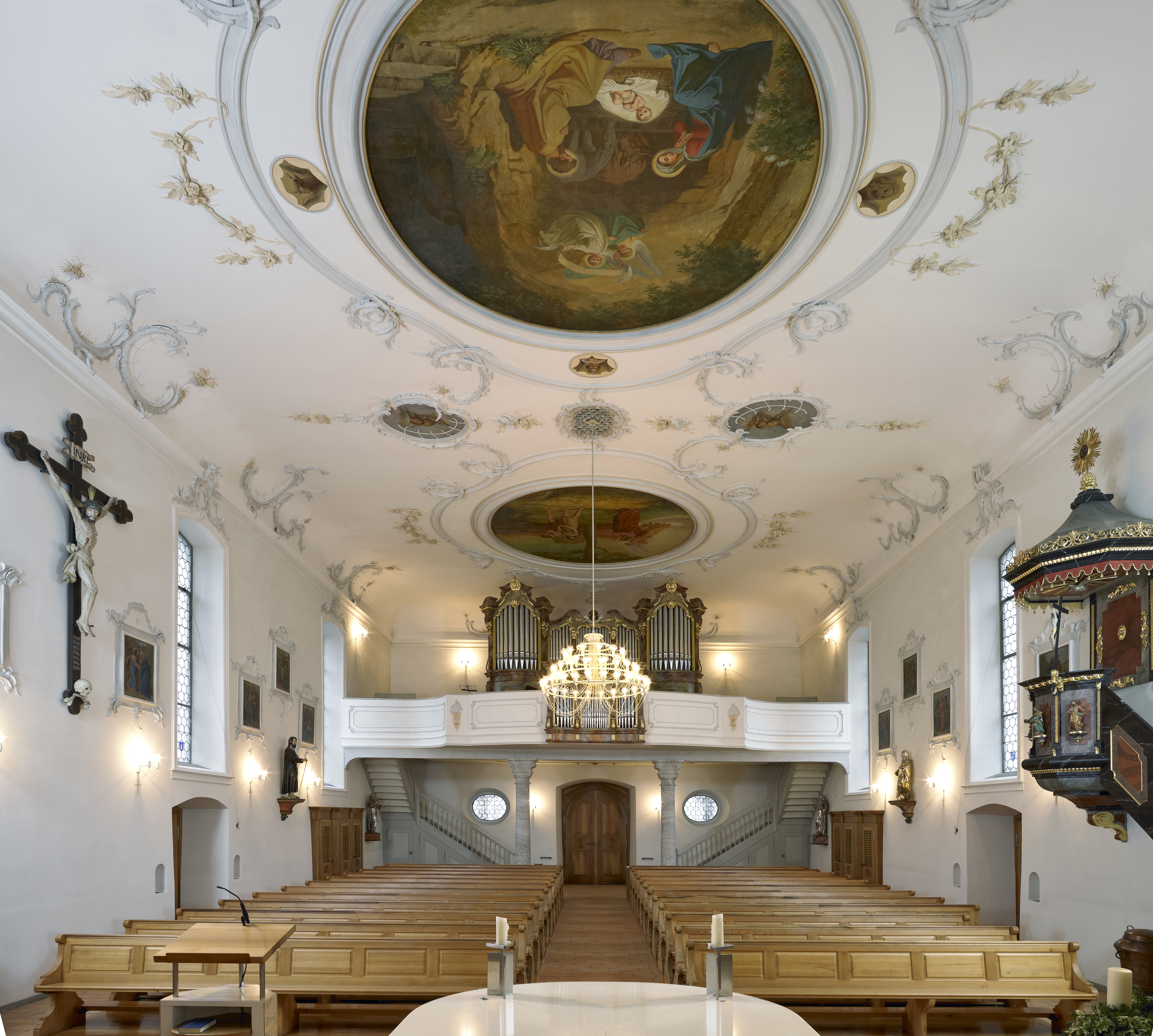
Katholische Kirche St. Michael (1776)
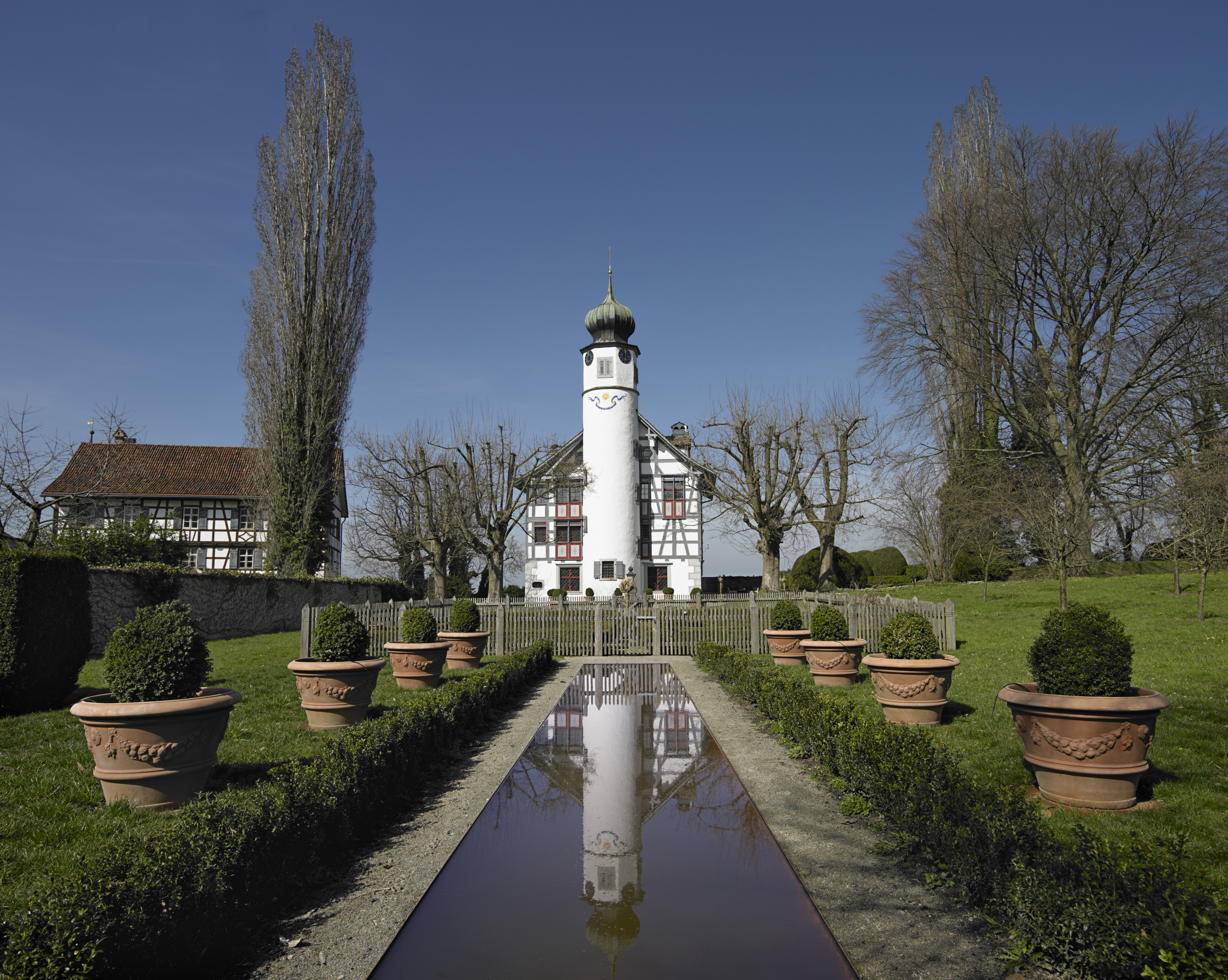
Schloss Kleiner Hahnberg
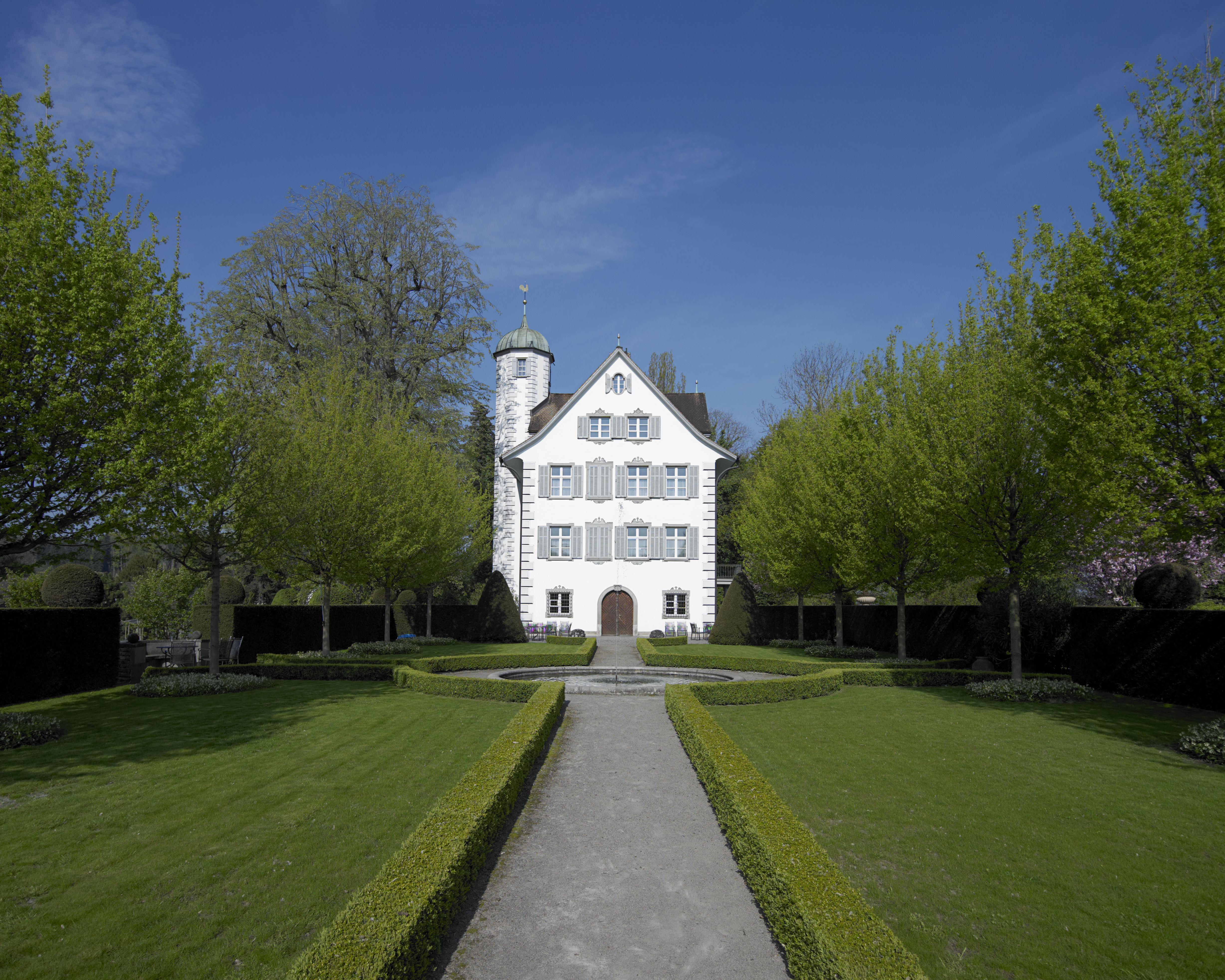
Schloss Grosser Hahnberg (17. Und 18. Jh.)
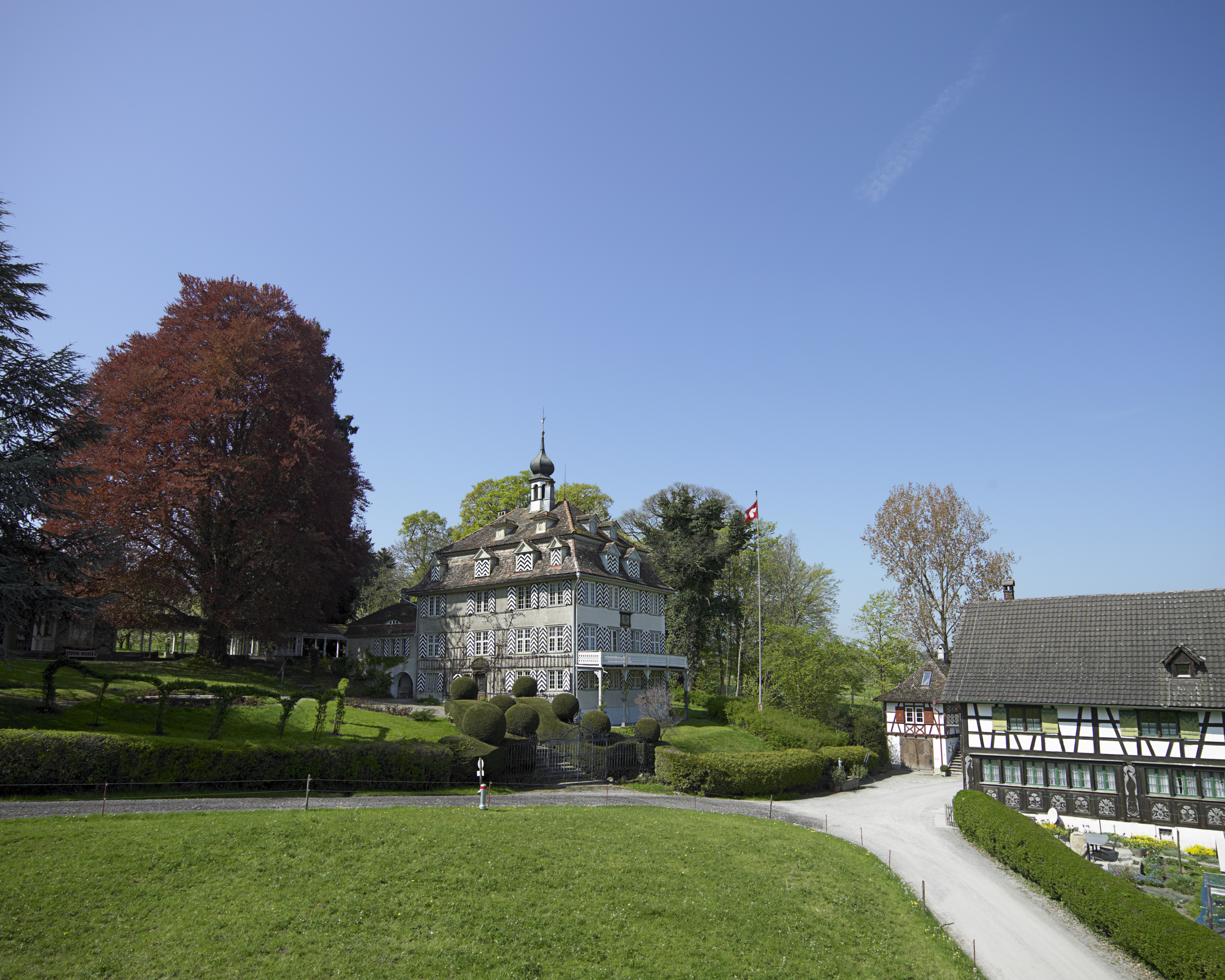
Schloss Pfauenmoos (1564, Ende 18. Jh.)

## Persönlichkeiten
- Jakob Schurtanner (um 1450–1526), katholischer Pfarrverweser in Berg 1505–1507, evangelisch-reformierter Pfarrer in Teufen und Reformator im Appenzellerland
- Joseph Leonz Ignaz Sartori von Rabenstein (1721–1791), fürstäbtischer Vogt und Hofkanzler, in Berg geboren
- Cornelius Wilhelm von Heyl zu Herrnsheim (1843–1923), deutscher Politiker und Industrieller, starb in Berg
- Vincent de Paul Wehrle (1855–1941), Benediktiner und erster Bischof von Bismarck, North Dakota, USA, in Berg geboren
- Walter Burger, (1923–2010), Maler und Bildhauer, geboren in Emmen (LU)[13]
- Fredi Thalmann (* 1939), Maler und Bildhauer, geboren in St. Gallen[14]
- Arthur Loepfe (* 1942), Politiker, in Berg geboren
- Markus Bischoff (* 1956), Rechtsanwalt und Politiker, Zürcher Kantonsrat, in Berg geboren
- Benedikt Würth (* 1968), Politiker, in Berg geboren